# Kārlis Lasmanis
Kārlis Pauls Lasmanis (* 8. April 1994 in Ventspils) ist ein lettischer Basketballspieler, der besonders im 3×3-Basketball erfolgreich ist.

## Karriere
Mit dem BK Saldus spielte Kārlis Lasmanis in der Saison 2013/14 in der Latvijas Basketbola Līga. Danach wechselte er zu SC Rasta Vechta und wurde mit dem Verein Meister der ProA, wobei er selbst nur zwei Einsätze absolvierte. Ab der Saison 2016/17 spielte er für zwei Spielzeiten beim BK Liepāja wieder in der lettischen Liga sowie in der Baltic Basketball League. In der Saison 2018/19 gehörte Lasmanis zum Kader des BK Jūrmala in der Latvian-Estonian Basketball League. Nach seinem Wechsel in den 3×3-Basketball erzielte er zahlreiche Erfolge mit der lettischen Nationalmannschaft. Gemeinsam mit Agnis Čavars, Nauris Miezis und Edgars Krūmiņš gewann er 2017 in Amsterdam den Titel bei der Europameisterschaft und verpasste ein Jahr darauf in Bukarest die Titelverteidigung nach einer 18:19-Finalniederlage gegen Serbien nur knapp. Bei der Weltmeisterschaft 2018 in Manila erreichte die Mannschaft im selben Jahr das Viertelfinale. 2019 gelang der immer noch in der Besetzung Lasmanis, Čavars, Miezis und Krūmiņš spielenden Mannschaft der Finaleinzug bei der Weltmeisterschaft in Amsterdam, sie hatte aber mit 14:18 gegen die Vereinigten Staaten das Nachsehen. 
2020 gewannen Kārlis Lasmanis, Edgars Krūmiņš, Nauris Miezis und Agnis Čavars mit ihrer Rigaer Mannschaft die FIBA 3x3 World Tour. Sie gehörten außerdem alle zum lettischen Kader bei den 2021 ausgetragenen Olympischen Spielen in Tokio, bei denen 3×3-Basketball erstmals Teil des olympischen Programms war. Beim Turnier erzielten die Letten in der sieben Spiele umfassenden Vorrunde unter allen acht teilnehmenden Mannschaften mit vier Siegen und drei Niederlagen den dritten Platz. Nach einem 21:18-Erfolg gegen Japan im Viertelfinale folgte ein 21:8-Sieg gegen Belgien im Halbfinale. Im Endspiel setzte sich die lettische Mannschaft schließlich auch gegen die unter dem Namen „ROC“ antretenden Russen mit 21:18 durch, womit Lasmanis gemeinsam mit Krūmiņš, Niemis und Čavars als Olympiasieger die Goldmedaille gewann. Für diesen Erfolg wurde er 2021 zu Lettlands Sportler des Jahres gewählt.
Sein Vater Uģis Lasmanis vertrat Lettland als Ruderer bei den Olympischen Spielen 1992 in Barcelona und 1996 in Atlanta. Seine Schwester Rūta Kate Lasmane ist Leichtathletin.